# Ondavka
Ondavka (in ungherese Ondavafő, in tedesco Streckenbach, in ruteno Ondivka) è un comune della Slovacchia facente parte del distretto di Bardejov, nella regione di Prešov.

## Storia
Citato per la prima volta nel 1598, appartenne fino al 1618 alla Signoria di Makovica.